# Славнік
Славнік (*Slavník, д/н — 18 березня 981) — напівнезалежний чеський князь. Основні відомості містяться в хроніці Козьми Празького.

## Життєпис
Був сином князя Вока, небожа Боривоя I, князя Богемії. З боку діда Спитімира (напевне, одного з чеських племінних князів) був родичем династії Людольфінгів (за іншою версією — Бабенбергів). Був прихильником християнства. Брав активну участь у походах князя Болеслава I. 
Завдяки шлюбу з донькою князя Вратислава I ще більше зміцнив своє становище. Став титулуватися князем і карбував власну монету, володіючи значною частиною західної та південної Чехії. Згодом став фактично самостійним правителем, який спирався на союз із німецькими маркграфами та єпископствами. При цьому Славнік став уособлювати спротив центральній владі князя Богемії. Помер у 981 році.

## Родина
Дружина — Стжезіслава (Пржібислава).
Діти:
- Собіслав (бл. 950-1004)
- Войтех (956-997), архієпископ Праги у 983-995 роках
- Спитімир (д/н-995)
- Побраслав (д/н-995)
- Пожей (д/н-995)
- Часлав (д/н-995)

2. Наложниця 
Діти:
- Радім (бл.970 – 1020), 1-й архієпископ Гнєзно у 999-1020 роках